# Châtonnay
Châtonnay – miejscowość i gmina we Francji, w regionie Owernia-Rodan-Alpy, w departamencie Isère. Jej burmistrzem jest od 2008 r. Guy Servet.
Według danych na rok 1990 gminę zamieszkiwało 1341 osób, a gęstość zaludnienia wynosiła 42 osób/km² (wśród 2880 gmin regionu Rodan-Alpy Châtonnay plasowała się wtedy na 627. miejscu pod względem liczby ludności, natomiast pod względem powierzchni na miejscu 187.).